# محمد دحلان
محمد دحلان (زاده ۱۹۶۱ در خان یونس، نوار غزه) سیاستمدار فلسطینی است.

## زندگی
دحلان در اردوگاه آوارگان خان یونس به دنیا آمد. در سال ۱۹۸۱ شاخه جوانان فتح در غزه را تأسیس کرد، اما سال بعد دستگیر شد و پنج سال را در زندان اسرائیل به‌سر برد.

## فعالیت سیاسی
او در جریان انتفاضه ۱۹۸۷ به عنوان یکی از رهبران انتفاضه مشهور شد و به همین دلیل مجدداً بازداشت شد. پس از آزادی به تونس رفت و وارد تشکیلات سازمان آزادی‌بخش فلسطین شد.
او نقش مهمی در مذاکرات صلح سال ۱۹۹۳ داشت و به همین جهت در ۱۹۹۴ به غزه بازگشت و به ریاست سرویس امنیتی فلسطین منصوب شد که نقش پلیس تشکیلات خودگردان فلسطین را ایفا می‌کرد. او در سال ۲۰۰۲ از این مقام استعفا داد.

## مخالفت‌ها
او مخالفان سرسختی در فلسطین دارد، دشمنانی که او را حتی به ترور یاسر عرفات متهم می‌کنند. اعضای گردان‌های القسام پس از تصرف غزه در ژوئن ۲۰۰۷ مدعی شدند نامه‌ای از دحلان به شائول موفاز وزیر جنگ وقت اسرائیل (در تاریخ ۱۳ ژوئیه ۲۰۰۳) را یافته‌اند که در بخشی از آن آمده:
 «عرفات روزهای آخرش را می‌گذراند، اجازه دهید ما به شیوه خودمان کارش را تمام کنیم نه به شیوه شما.»
آن‌ها دحلان و شبکه امنیتی تحت امر او را به جاسوسی برای اسرائیل در فلسطین و کشورهای عربی متهم کردند.
اعضای کمیته‌های مقاومت مردمی گروه متحد حماس هم که به خانه او یورش برده بودند، اعلام کردند که یک چمدان پر از طلا و گذرنامه‌های جعلی آمریکائی و پاکستانی را در آن یافته‌اند.
عدم حضور او و مقامات مهم امنیتی حکومت خودگردان در غزه در هنگام نبرد ژوئن ۲۰۰۷ از نگاه بسیاری علت اصلی شکست این جریان و موفقیت حماس در تصرف غزه دانسته می‌شود.
با از بین رفتن قدرت دحلان در غزه پس از جنگ داخلی فلسطین او در هتلی در رام‌الله منزل گزید و در اواخر سال ۲۰۰۷ شایع شد که طرح کودتایی علیه دولت سلام فیاض را در سر دارد و برای اجرای آن از حمایت مروان برغوثی رهبر سابق گردان‌های الاقصی که در زندان اسرائیل است و احمد قریع نخست‌وزیر سابق تشکیلات خودگردان فلسطین نیز برخوردار است.

## حمایت‌ها
دحلان طرفداران بسیاری نیز در فلسطین به‌ویژه غزه دارد. او وقتی در اکتبر ۲۰۰۵ پس از یک‌ماه غیبت از بلگراد به نوار غزه بازگشت، در زادگاهش خان یونس مانند یک قهرمان مورد استقبال قرار گرفت. او در آن هنگام برای درمان جابجایی یکی از دیسک‌های کمرش به اردن، اسرائیل و نهایتاً بلگراد رفته بود و آشوب‌هایی که در آن هنگام گریبان‌گیر نوار غزه شده بود به اعتقاد برخی فلسطینیان ناشی از عدم حضور او بود.